# Carla Rippey
Carla Rippey est une  artiste visuelle et l'ancienne directrice de l'Escuela Nacional de Pintura, Escultura y Grabado "La Esmeralda" (es). Bien qu'elle soit née aux États-Unis, elle est considérée comme une artiste féministe mexicaine.

## Biographie
Carla Rippey est née le 21 mai 1950 à Kansas City. Elle est la fille de James Rippey et Barbara Wright. Son père a travaillé comme photojournaliste, et sa mère était chercheur au Center for Great Plains Studies de l'Université du Nebraska, docteure en littérature anglaise. Rippey a grandi dans le Midwest américain dans les États du Kansas, de l'Iowa et du Nebraska. Après avoir obtenu son diplôme d'études secondaires, elle a déménagé à Washington, D.C..
Bien qu'elle dessinait constamment lorsqu'elle était enfant, à l'adolescence, la poésie est devenue son principal moyen d'expression créative. Au lycée, elle a visité le Joslyn Art Museum qui était situé à côté de son école. C'est à Joslyn qu'elle a rencontré des imprimés pour la première fois. Elle a travaillé après l'école et a économisé pour se rendre à Paris à l'âge de 18 ans. Elle a étudié à la Sorbonne. De 1969 à 1972, elle a fréquenté le State University of New York at Old Westbury (en). L'université avait un programme expérimental qui lui a permis de créer son propre plan d'études ; sa thèse de doctorat, rédigée sous la direction de l'artiste et critique uruguayen Luis Camnitzer (en), explore l'intersection de l'art et de la politique.
Carla Rippey a passé sa dernière année d'université à Boston, étudiant à la Boston Public Library et travaillant dans le mouvement féministe ; elle a aidé à créer un centre pour femmes et a réalisé des affiches sérigraphiées pour des événements féministes. Elle a également appris l'impression offset à la maison d'édition alternative The New England Free Press.
Tout au long de son adolescence, Carla Rippey s'était considérée comme une poète, mais se retrouvant dans une culture hispanophone après avoir déménagé au Chili, elle a repris son activité d'enfance : le dessin et ses variations. En 1972, elle devient étudiante à l'Université du Chili et à l'Université pontificale catholique du Chili, où elle a appris la gravure. Avec Pascoe, son mari, elle a fait partie du groupe politique de gauche Mouvement de la gauche révolutionnaire (MIR). Le 11 septembre 1973, lors du coup d'État contre Salvador Allende, Rippey et son mari ont été hébergés par l'exilé bolivien Julio Rhea et son frère Humberto Rhea Clavijo, le médecin de Che Guevara. Contraint de partir, le couple a ensuite déménagé à Mexico, dans la maison familiale de Pascoe à Mixcoac.
Carla Rippey a poursuivi son travail de gravure et a commencé à faire des gravures sur bois dans l'atelier collectif du Molino de Santo Domingo à Tacubaya (es). Elle a participé à la fondation du mouvement littéraire de l'Infraréalisme avec Roberto Bolaño, Mario Santiago Papasquiaro, Brono Montané, Juan Esteban Harrington et au collectif d'artistes Peyote y la Compañía, qui faisait partie du mouvement des années 70 Los Grupos.
En 2013, Carla Rippey a été nommée la première directrice féminine de l'Escuela Nacional de Pintura, Escultura y Grabado "La Esmeralda" (es) (ENPEG), une école d'art publique gratuite de niveau universitaire à Mexico. Au cours de son mandat, achevé en 2018, elle a travaillé avec l'école pour aider à encourager et à promouvoir un modèle éducatif collaboratif, en se concentrant non seulement sur l'éducation des élèves à devenir des artistes, mais aussi à être des membres créatifs de la société.

## Expositions
- Benjamin Franklin Library of the Anglo-Mexican Cultural Institute, Serigrafías, aguafuertes y monotipos, 1976[2]
- La Ciudadela, América en la Mira, 1977[2]
- Carrillo Gil Art Museum, First Mexican-Central American Symposium of Research on Women, 1977[2]
- Pintura Joven Gallery of Mexico City, Obra temprana de grandes/artistas/jóvenes de hoy, 1977[2]
- El Taller Gallery of the Roma district, Mujeres, grabados y monotipos de Carla Rippey, 1978[2]
- Musée d'Art moderne de Mexico, Mexico
- Museo de Arte Carrillo Gil (es), Carla Rippey. Cheap philosophy and a journeys to the pyramids. Prints, drawings, and oil paintings in 1985[2]
- Museo de Arte Carrillo Gil, Carla Rippey. Shelter and Resistance. A retrospective exhibition, 1976-2016[2]
- Museo de Arte Contemporáneo de Monterrey (en), Monterrey, Mexico
- Musée d'Art de Toledo (Collection of illustrated books), Toledo, Ohio, USA
- Álvar and Carmen G Carrillo Gil Museum, Mexico
- José Guadalupe Posada, Mexico
- Graphic Arts Institute of Oaxaca (en), Oaxaca, Mexique
- Musée national d'Irlande, Dublin, Irlande